# The Chicks
The Chicks (tidigare kända som Dixie Chicks) är en amerikansk countrytrio bestående av Emily Robison, Martie Maguire och Natalie Maines.

## Historik
Dixie Chicks bildades 1989 i Dallas, Texas av systrarna Emily Robison och Martie Maguire tillsammans med Laura Lynch och Robin Lynn Macy. Efter att Macy hoppat av blev Lynch gruppens huvudsångerska, men hon ombads lämna gruppen och Natalie Maines blev nya huvudsångerska 1995 och deras första album efter det, Wide Open Spaces blev en enorm succé och deras stora genombrott.
Gruppen skapade stor kontrovers då Maines vid en Dixie Chicks-konsert i London i mars 2003, tio dagar innan Irakkriget startade, sade att de skämdes över att komma från samma delstat som USA:s president (Texas). Detta med anledning av George W. Bushs förberedelser att påbörja Irakkriget. Uttalandet ledde till att Dixie Chicks låtar slutade spelas av flera amerikanska radiostationer och även till dödshot mot Maines.
En del av den kritik de fått utstå bemöttes på albumet Taking the Long Way 2006, där Maines i sången "Not Ready To Make Nice" bland annat sjunger
| ” | It’s a sad sad story when a mother will teach her daughter that she ought to hate a perfect stranger And how in the world can the words that I said Send somebody so over the edge That they’d write me a letter sayin’ that I better shut up and sing or my life will be over | „ |

Gruppen vann fem Grammy Awards genom Taking the Long Way, däribland för årets album.
2008 tog Dixie Chicks en paus, och under tiden passade två av medlemmarna på att starta en duo under namnet Court Yard Hounds. Duon gav ut sitt första album i maj 2010. Natalie Maines stod utanför den nya konstellationen.
2020 bytte bandet namn från Dixie Chicks till The Chicks. 

## Medlemmar
Nuvarande medlemmar
- Emily Robison – banjo, dobro, gitarr, bakgrundssång (1989– )
- Martie Maguire – violin, mandolin, bakgrundssång (1989– )
- Natalie Maines – sång, gitarr, omnichord (1995– )

Tidigare medlemmar
- Laura Lynch – sång, bakgrundssång, kontrabas (1989–1995)
- Robin Lynn Macy – sång, bakgrundssång, gitarr (1989–1992)

## Bildgalleri

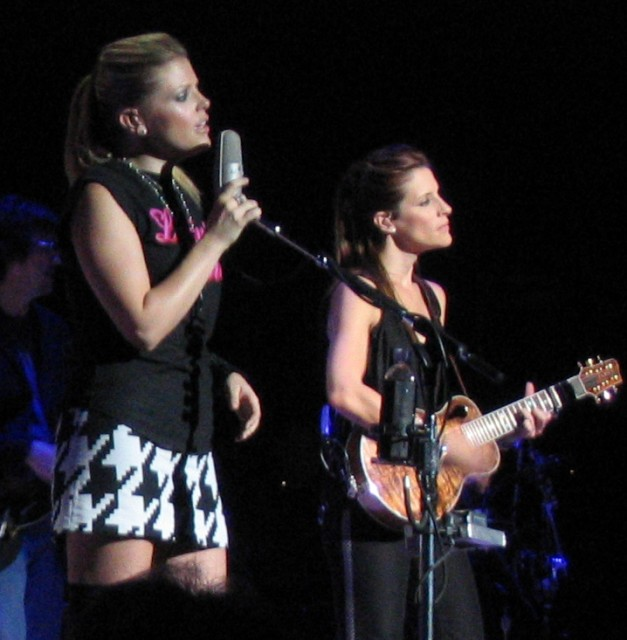
Natalie Maines (t.v.) och Emily Robison
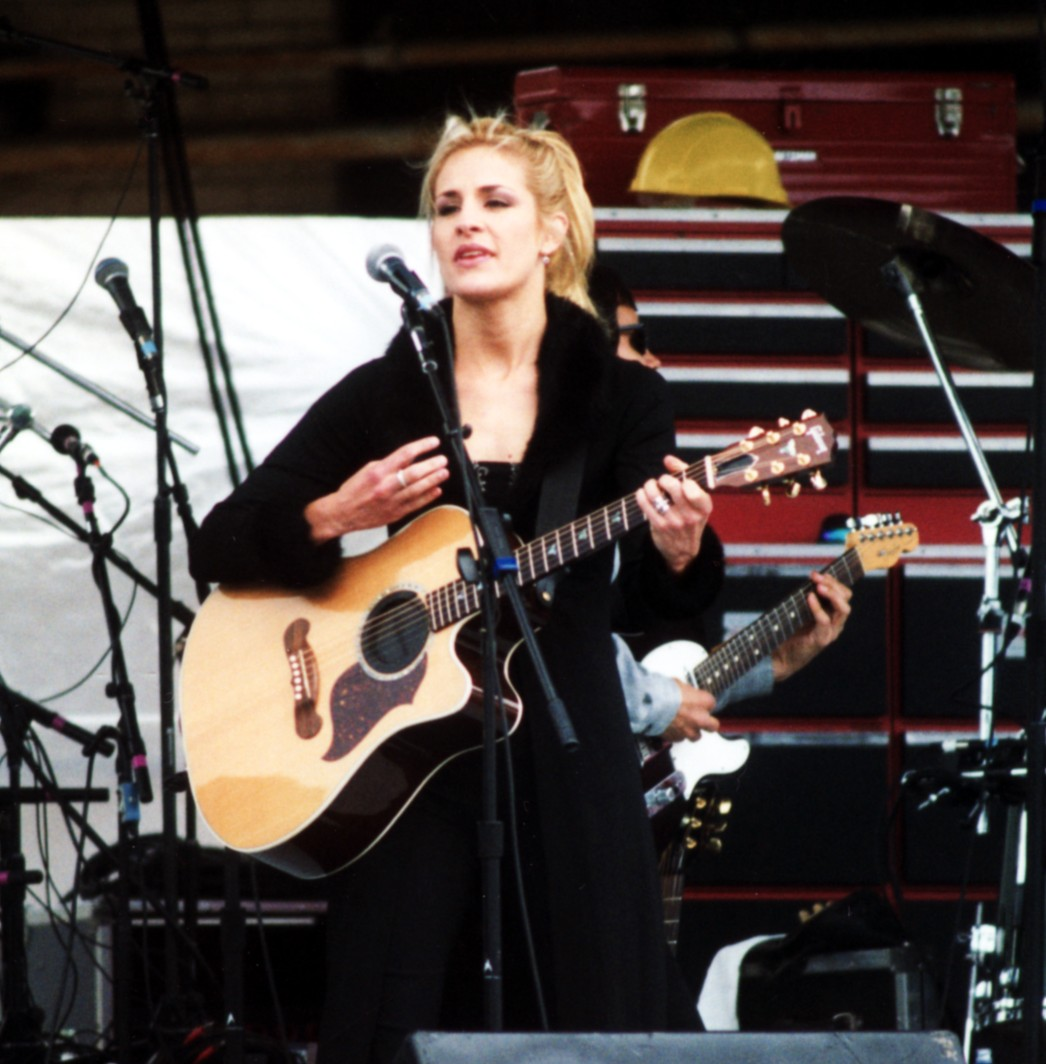
Emily Robison
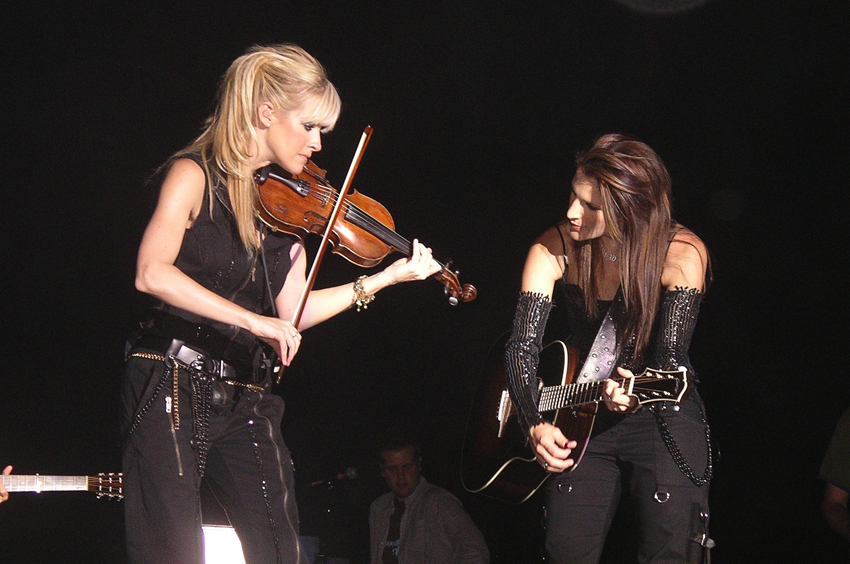
Dixie Chicks i Glasgow 2003
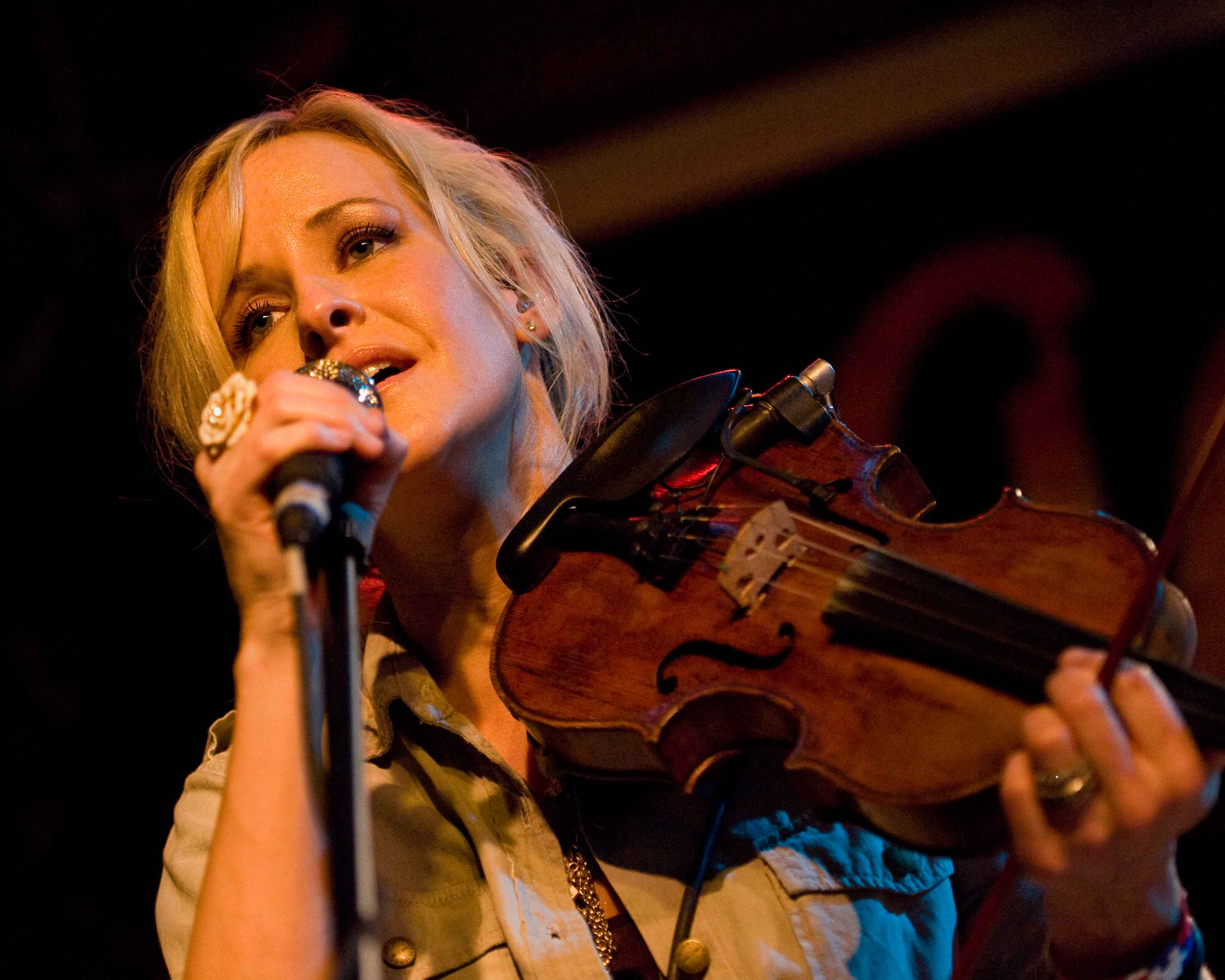
Martie Maguire i Austin, Texas 2010
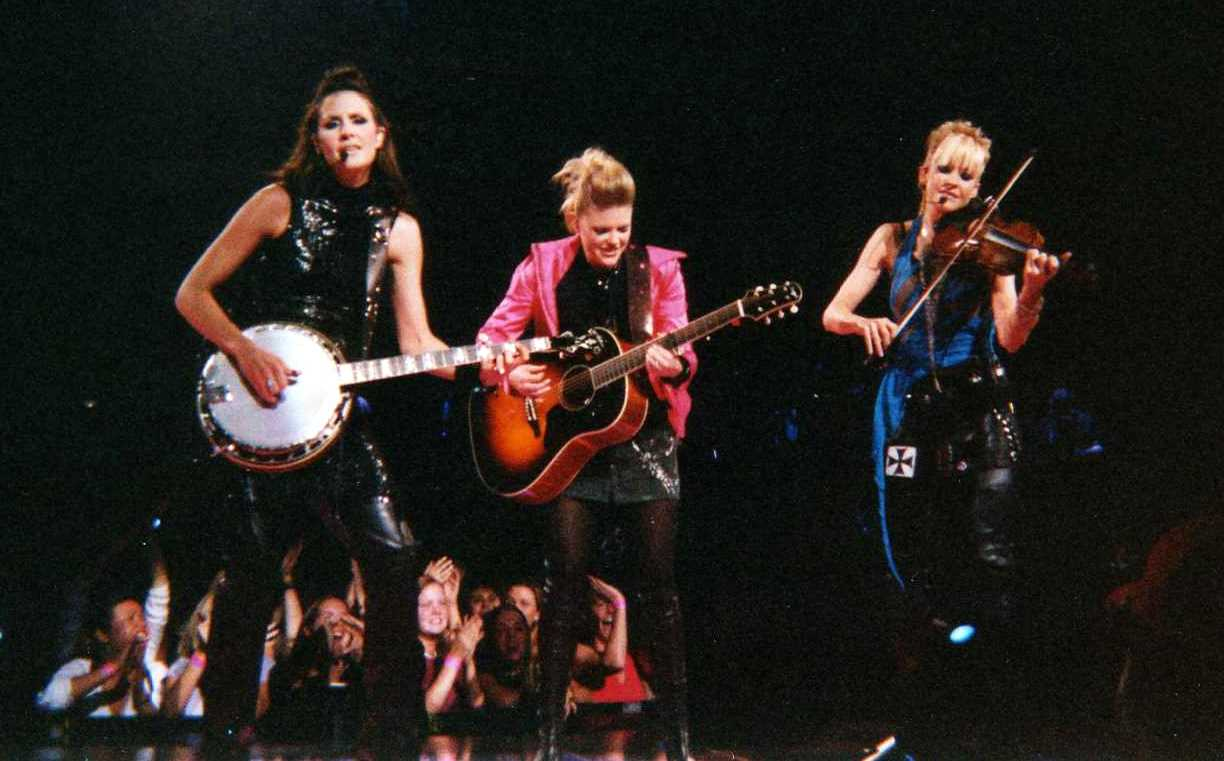
Dixie Chicks spelar i Madison Square Garden 2003
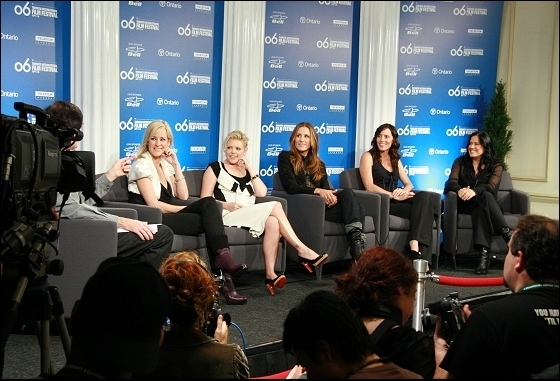
Presskonferens 16 september 2006
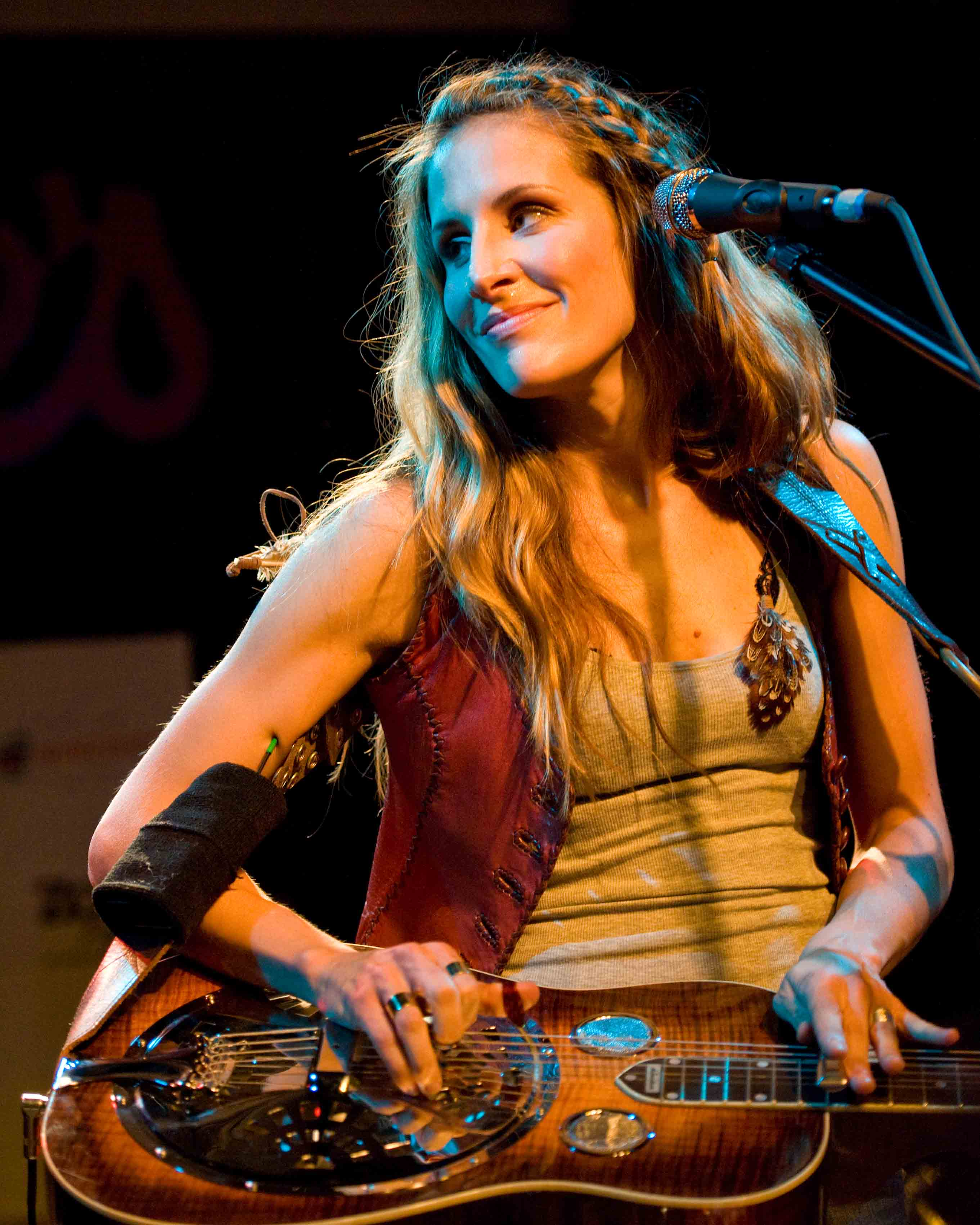
Emily Robison med dobro
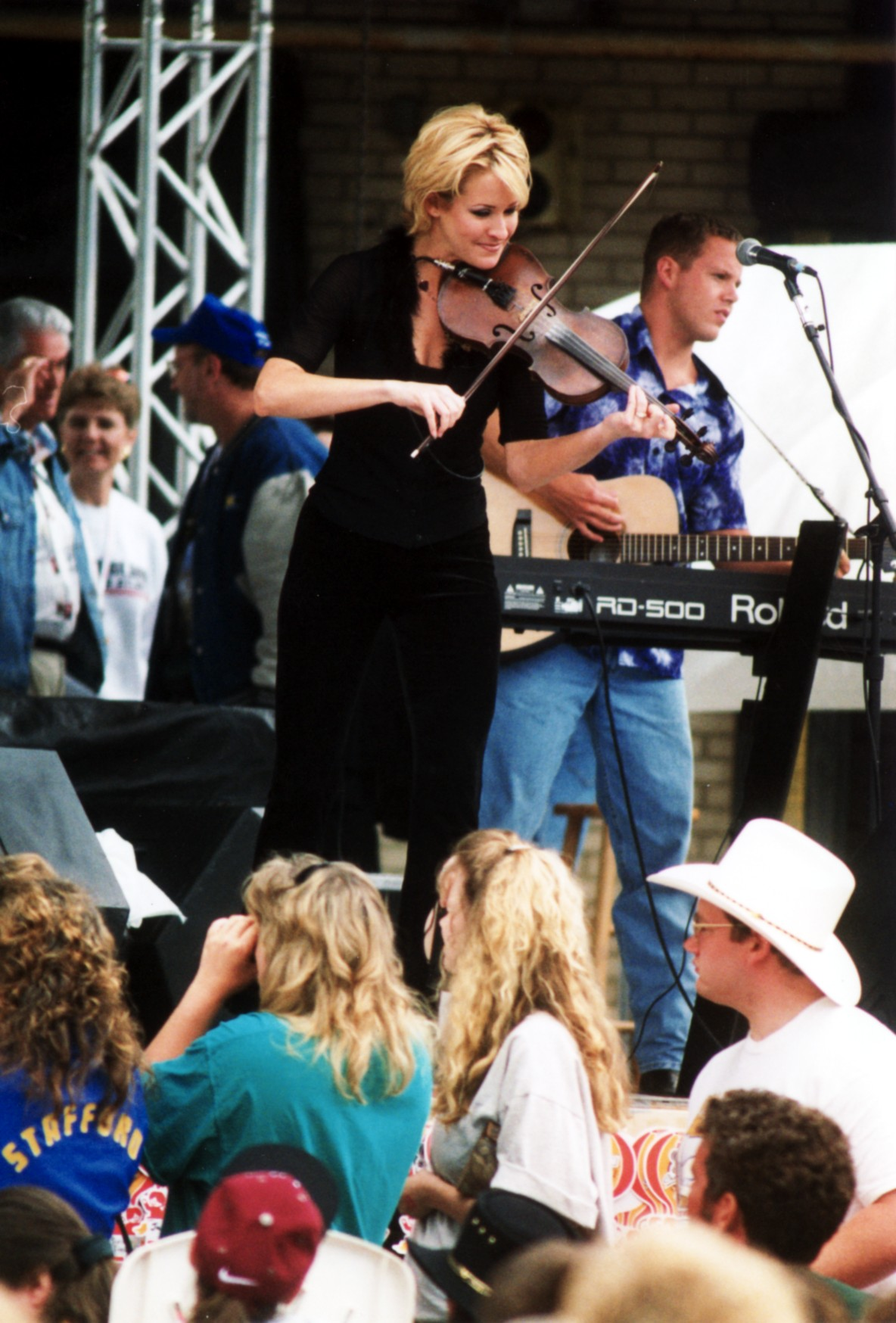
Martie Maguire vid Country for Kids i Stafford 1998

## Diskografi
Studioalbum
- 1989 – Thank Heavens for Dale Evans
- 1992 – Little Ol' Cowgirl
- 1993 – Shouldn't a Told You That
- 1998 – Wide Open Spaces
- 1999 – Fly
- 2002 – Home
- 2006 – Taking the Long Way
- 2020 – Gaslighter

Livealbum
- 2003 – Top of the World Tour (2-CD)

Samlingsalbum
- 2001 – Maximum Dixie Chicks
- 2010 – Playlist: The Very Best of Dixie Chicks
- 2010 – Essential Dixie Chicks

DVD
- 2002 – An Evening with the Dixie Chicks (livekonsert)
- 2003 – Top of the World Tour (livekonsert)
- 2006 – Shut Up & Sing